# Telmatoscopus hurdi
Telmatoscopus hurdi és una espècie d'insecte dípter pertanyent a la família dels psicòdids que es troba a Mèxic: Chiapas.